# Antonaria testaceipes
Antonaria testaceipes es una especie de coleóptero de la familia Megalopodidae.

## Distribución geográfica
Habita en el Congo.